# Annette Ngo Ndom
Annette Ngo Ndom (Ndom, 2 giugno 1985) è una calciatrice camerunese, portiere dell'Union Nové Zámky e della nazionale camerunese.

## Carriera

### Club
Gioca come portiere dal 2013 nell'Union Nové Zámky, nel campionato slovacco femminile di calcio.

### Nazionale

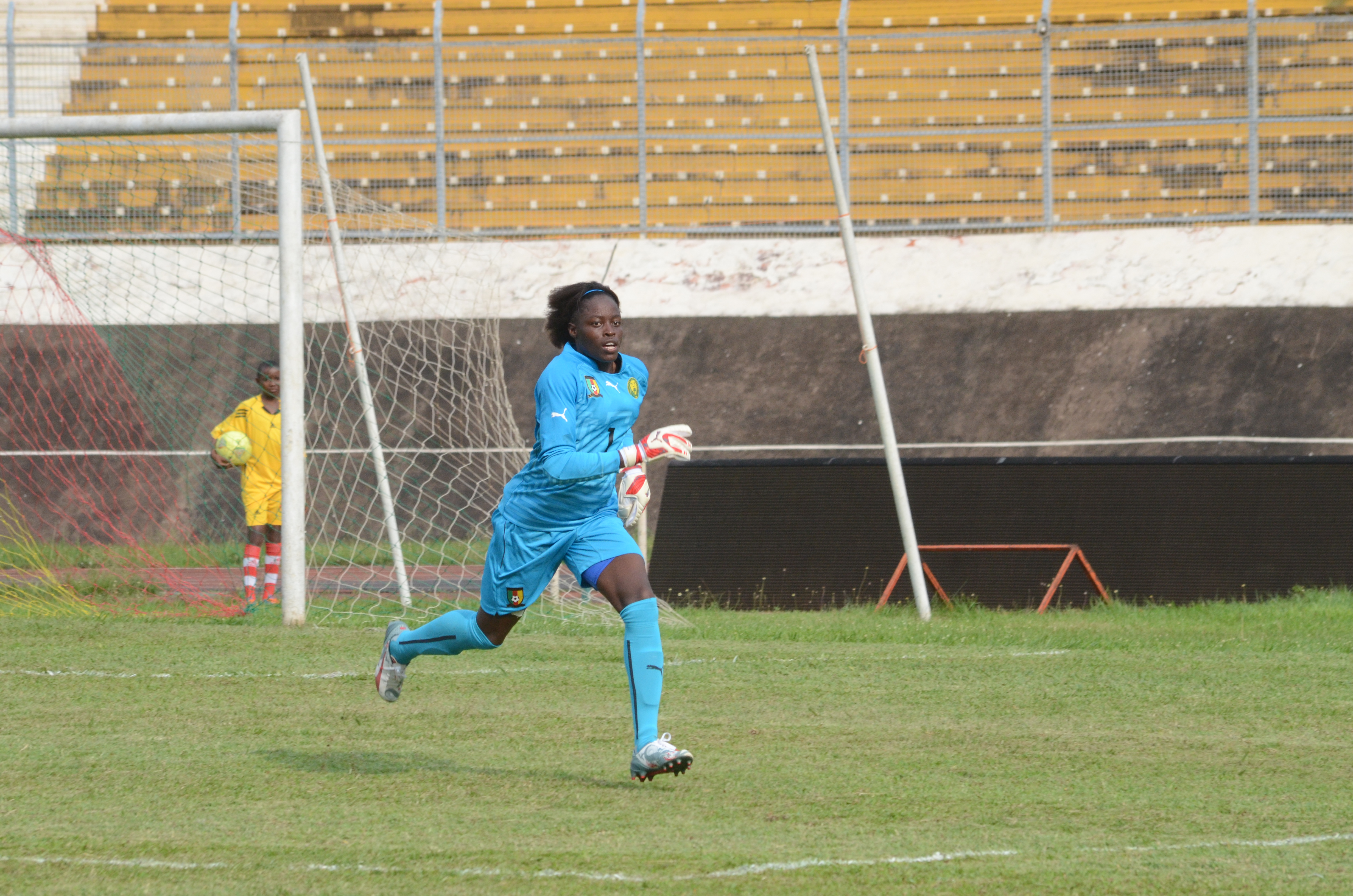
Annette Ngo Ndom con la maglia della nazionale camerunese.

Annette Ngo Ndom gioca nell'edizione 2012 della Coppa delle Nazioni Africane femminile, in cui la nazionale arriva al terzo posto, grazie alla vittoria per 1-0 sulla Nigeria nella finale per il terzo posto, e ottenendo la finale nel 2014 avvenuta grazie alla sconfitta per 2-0 contro la Nigeria garantirà a lei e alle sue compagne la storica qualificazione alla fase finale di un campionato mondiale femminile di calcio all'edizione di Canada 2015.
Successivamente viene convocata dalla Federazione calcistica del Camerun per rappresentare la nazione vestendo la maglia della nazionale femminile ai Giochi della XXX Olimpiade nel 2012. La squadra inserita nel Gruppo E non riesce comunque a superare la prima fase del Torneo.
Viene inserita nella rosa della Nazionale in partenza per il Campionato mondiale femminile di calcio 2015 che si gioca in Canada. In questa edizione dopo aver superato il girone eliminatorio con sei punti; frutto di due vittorie e una sconfitta, viene eliminata agli ottavi di finale dalla Cina con il risultato di 1 a 0 a favore delle asiatiche.
Nel 2016 partecipa alla Coppa delle Nazioni Africane femminile in cui la sua nazionale era qualificata di diritto essendone l'organizzatrice. Il Camerun arriverà fino in finale dove però viene sconfitta dalla nazionale Nigeriana per 1 a 0.
Inserita in rosa dal nuovo Commissario tecnico Joseph Ndoko per la Coppa delle Nazioni Africane di Ghana 2018, condivide il percorso della sua nazionale che la vede approdare alla finalina per il terzo posto e, dopo aver superato per 4-2 le avversarie del Mali assicurarsi l'accesso al Mondiale di Francia 2019.

## Palmarès
- Campionato slovacco femminile: 1

Nové Zámky: 2013-2014, 2014-2015
- Slovenský pohár Ženy: 1

Nové Zámky: 2013-2014, 2014-2015